# Gold Canyon, Arizona
Gold Canyon är en ort (CDP) i Pinal County, i delstaten Arizona, USA. Enligt United States Census Bureau har orten en folkmängd på 10 159 invånare (2010) och en landarea på 58 km².